# Władysław Gomułka
Władysław Gomułka (Krosno, 6. veljače 1905. – 1. rujna 1982.), poljski komunistički vođa.
Rodio se u mjestu Krosno. Od 1926. godine bio je član Komunističke partije Poljske. Uspio je nagovoriti Staljina da obnovi KPP.
Radio je kao knjigovođa tijekom rata. Pomogao je komunistima da dođu na vlast u Poljskoj nakon Drugog svjetskog rata.
Kontroverzan političar, jer je s jedne strane promicao i obećavao reforme, a s druge strane je provodio represivne mjere.
Obnašao je mnoge visoke političke funkcije u komunističkoj Poljskoj. Imao je okršaje s protivnicima unutar partije. Edward Ochab ga je pozvao da smiri stvari nakon krize 1956. godine. Gomulka je pristao, ali je inzistirao da ima stvarne ovlasti, te da se s političke scene makne sovjetski maršal Konstantin Rokosovski. Smirio je nemire u Poznanu.
Progonio je studente, inteligenciju, te pripadnike Rimokatoličke crkve. Godine 1968. poveo je žestoku antisemitsku kampanju zbog protivljenja sovjetskog bloka Šestodnevnom ratu (iako mu je žena bila Židovka).
U prosincu 1970. natjeran je na mirovinu. Umro je od raka 1982. u 77. godini.